# Eurema smilax
Espèce
Synonymes
- Papilio smilax Donovan, 1805[1]
- Terias casta T.P. Lucas, 1892[1]
- Terias ingana Wallace, 1867[1]
- Terias parvula Herrich-Schäffer, 1869[1]
- Terias varius Miskin, 1889[1]

Eurema smilax est une espèce d'insectes lépidoptères (papillons) de la famille des Pieridae, de la sous-famille des Coliadinae et du genre Eurema.

## Noms vernaculaires
Ce papillon se nomme en anglais Small Grass Yellow ou Bordered sulfur.

## Description
Plus petits que les autres Eurema, le mâle et la femelle d’Eurema smilax sont d'une couleur jaune plus ou moins intense sur les deux faces. L'apex des antérieures est largement bordé de marron foncé à noir sur le dessus.
Le dessous peut être uniformément jaune ou taché de marron.
Il existe un dimorphisme lié à la saison.

### Chenille
Les œufs sont blancs se colorant en jaune, la chenille d'abord jaune pâle deviennent vertes.

## Biologie
Dans le Nord de l'Australie, il vole toute l'année. C'est un migrateur dans le Sud et parfois vers des iles proches.

### Plantes hôtes
Ses plantes hôtes sont des Cassias (Cassia fistula, Cassia nemophila, Cassia coronilloides, Cassia eremophila, Cassia fistula, Cassia nemophila, Cassia retusa, Cassia tomentosa) et des Neptunia (Neptunia gracilis, Neptunia monosperma et Neptunia gracilis).

## Écologie et distribution
Il est présent en Tasmanie et en Australie.

## Protection
Pas de statut de protection particulier.